# Ривониог
Ривониог (валл. Rhufoniog) — суб-королевство, затем кантрев Гвинеда.
Ривон, сын Кинеты, получил земли в районе Денби, основав там королевство, названное в его честь Ривониог. Располагалось оно между Росом (на севере), Эдейрнионом (на юге) и Догвейлингом (на востоке). Около 540 года Гвинед присоединил Ривониог к своим владениям.

## Короли Рувониога
- Ривон (445-)
- в составе суб-королевства Рос
- Брейхиол (Брохвайл?[1].) (830?)[2], возможно сын Хивела, правителя Гвинеда и Роса[1].
- Мор ап Брейхиол (870?)[3]
- Айтан ап Мор (900?)[4] или Элайт ап Ивор (900?)[5]
- Морит (Марит) ап Айтан (930?)[6] или Марит ап Элайт (930?)[7]
- Мор (Ивор?) ап Морит (Марит) (970?)[3]
- Селив ап Мор (Ивор?), предок Тандрег (верх Рис ап Сейсил ап Селив[1]), матери Гвалхмая ап Мейлира[3].